# Mimela maculicollis
Mimela maculicollis är en skalbaggsart som beskrevs av Ohaus 1908. Mimela maculicollis ingår i släktet Mimela och familjen Rutelidae. Inga underarter finns listade i Catalogue of Life.